# Cris Huerta
Cris Huerta, né Crisanto Huerta Brieva à Lisbonne le 26 janvier 1935, mort à Madrid le 28 novembre 2004, est un acteur portugais.

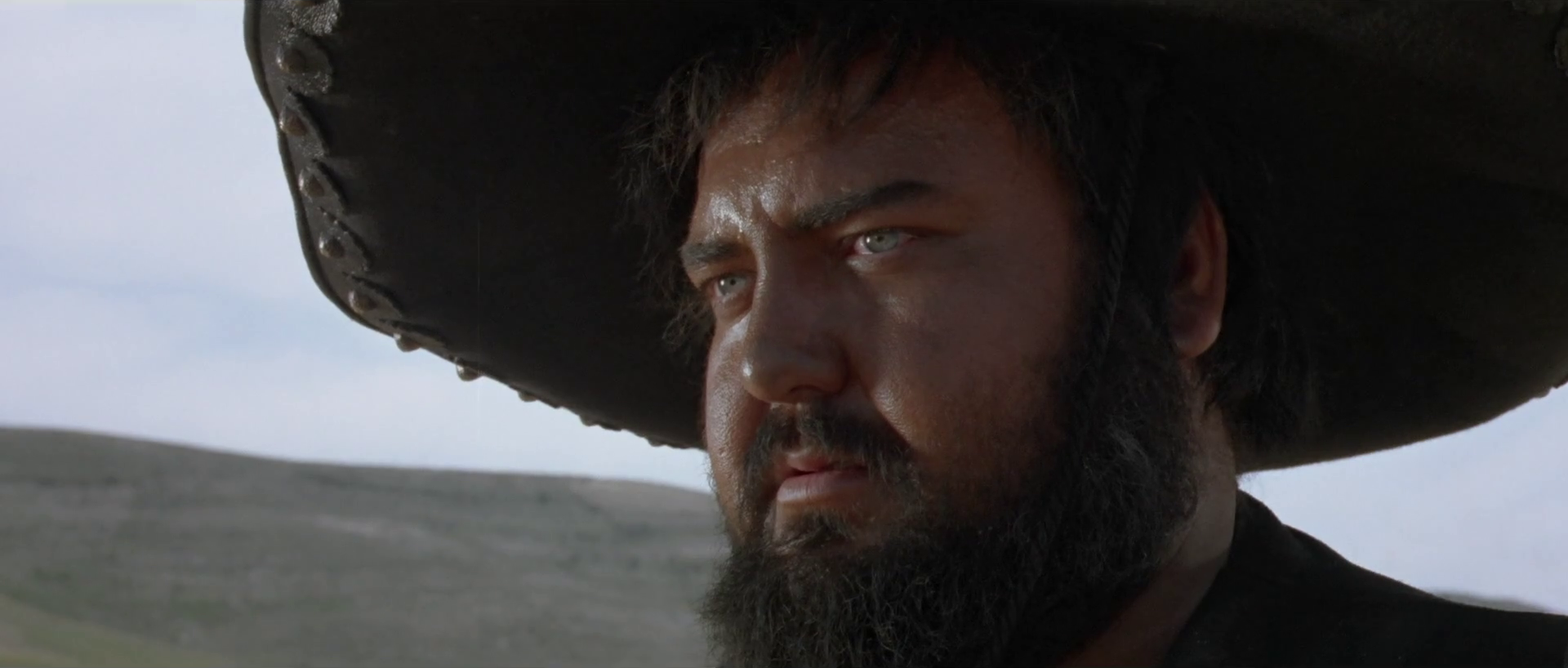
Cris Huerta dans Bandidos (1967)

## Biographie
Corpulent, au visage joyeux, avec une barbe abondante et peu de cheveux, il est remarqué par Giuliano Carnimeo qui l'emploie dans Uomo avvisato mezzo ammazzato... parola di Spirito Santo en remplacement de Bud Spencer. C'est ensuite Tonino Ricci qui le met en duo avec Dean Reed, dans l'idée de faire comme le binôme Terence-Bud, dans Storia di karatè, pugni e fagioli (1973).
Cris Huerta a souvent joué dans des westerns comiques, incarnant le type classique du personnage musclé peu réfléchi. Ainsi Paco ou Bamby, l'ami bien enveloppé et un peu maladroit, dans Lo chiamavano Tresette... giocava sempre col morto (1973) de Giuliano Carnimeo et dans la suite de 1974. Avec le déclin du western, Cris Huerta achève aussi sa course, même s'il joue encore dans I picari (1988) de Mario Monicelli, dans le personnage d'un forgeron.
Il meurt le 28 novembre 2004 à 69 ans, suite d'un cancer.

## Filmographie partielle
- 1961 : Le Roi des rois (King of Kings) de Nicholas Ray : un rebelle juif (non crédité)[1]
- 1963 : Les Sept Invincibles (Gli invincibili sette) d'Alberto De Martino : Gular
- 1964 : I due violenti (it), de Primo Zeglio : Buck Radisson
- 1965 : Quatre Hommes à abattre (I quattro inesorabili), de Primo Zeglio : adjoint au shérif
- 1966 : Sous la loi de Django (La grande notte di Ringo), de Mario Maffei
- 1966 : Django, de Sergio Corbucci
- 1966 : Sept Écossais du Texas (7 pistole per i MacGregor), de Franco Giraldi : Crawford
- 1966 : Navajo Joe, de Sergio Corbucci : El Gordo
- 1967 : Deux Croix pour un implacable (Due croci a Danger Pass), de Rafael Romero Marchent : l'ivrogne
- 1967 : Bandidos, de Massimo Dallamano : Vigonza
- 1968 : Un par un... sans pitié (Uno a uno, sin piedad), de Rafael Romero Marchent : l'ivrogne
- 1968 : Ciel de plomb (...e per tetto un cielo di stelle),  de Giulio Petroni : le gros homme dans la diligence
- 1969 : Une corde, un Colt… (Cimitero senza croci), de Robert Hossein : l'hôtelier
- 1969 : Mort ou vif... de préférence mort (Vivi o preferibilmente morti), de Duccio Tessari : James 'Bad Jim' Williams
- 1970 : Et Sabata les tua tous (Un par de asesinos), de Rafael Romero Marchent : Smitty, adjoint au shérif
- 1970 : Le Colt du révérend (Reverendo Colt), de León Klimovsky : Pat MacMurray
- 1970 : Arriva Sabata... (Arriva Sabata!...), de Tulio Demicheli : Big Sam
- 1971 : Quatre Salopards pour Garringo (Un colt por cuatro cirios), d’Ignacio F. Iquino : Oswald
- 1971 : Allons tuer Sartana (Vamos a matar Sartana), de George Martin et Mario Pinzauti
- 1971 : Les Pétroleuses de Christian-Jaque et Guy Casaril
- 1972 : On l'appelle Spirito Santo (Uomo avvisato mezzo ammazzato... parola di Spirito Santo), de Giuliano Carnimeo : Carezza
- 1972 : Mon cheval, mon colt, ta veuve (Tu fosa será la exacta... amigo), de Juan Bosch Palau
- 1972 : Fabuleux Trinita (Los fabulosos de Trinidad), d’Ignacio F. Iquino : Bud Wesley
- 1972 : Méfie-toi Ben, Charlie veut ta peau (Amico, stammi lontano almeno un palmo, de Michele Lupo
- 1973 : Lo chiamavano Tresette... giocava sempre col morto, de Giuliano Carnimeo : Bamby
- 1973 : Fuori uno sotto un altro, arriva il Passatore de Giuliano Carnimeo
- 1973 : Storia di karatè, pugni e fagioli, de Tonino Ricci : Piccolo
- 1973 : Les rangers défient les karatékas (Tutti per uno botte per tutti), de Bruno Corbucci : Portland
- 1973 : ...e così divennero i 3 supermen del West, de Italo Martinenghi : Jake Patch
- 1974 : Di Tresette ce n'è uno, tutti gli altri son nessuno, de Giuliano Carnimeo : Bamby
- 1974 : La Secrétaire (Cebo para una adolescente) de Francisco Lara Polop : Don Alfonso Onaindía
- 1975 : Le Blanc, le Jaune et le Noir (Il bianco, il giallo, il nero), de Sergio Corbucci
- 1979 : Rocky Carambola, de Javier Aguirre : Jerry[1]
- 1984 : Rage (Rage: Fuoco incrociato) de Tonino Ricci
- 1987 : Une catin pour deux larrons (I picari), de Mario Monicelli : le forgeron